# Demelwirt

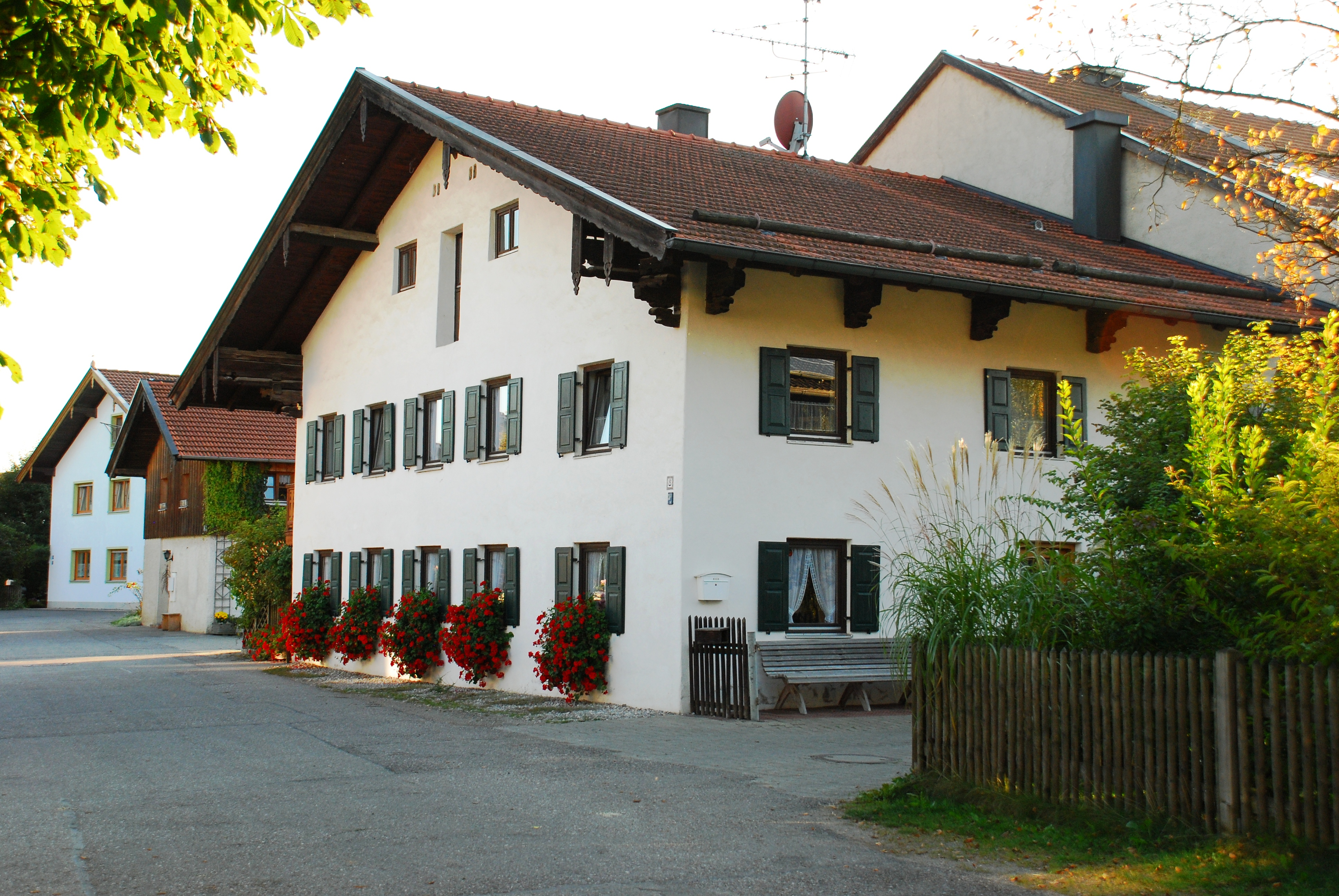
Haus Demelwirt in Aying

Der sogenannte Demelwirt in Aying, einer oberbayerischen Gemeinde im Landkreis München, ist ein Bauernhaus, das im ersten Drittel des 19. Jahrhunderts errichtet wurde. Der Wohnteil des Einfirsthofes mit der Adresse Obere Dorfstraße 8 ist ein geschütztes Baudenkmal.
Der zweigeschossige Putzbau mit flachem Satteldach besitzt eine traufseitige Laube und profilierte Balkenköpfe.